# MDPI
多学科数字出版机构（英語：Multidisciplinary Digital Publishing Institute，直译：「多学科数字出版研究所」，缩写：MDPI），是一家出版开放获取学术期刊的机构，由瑞士华人林树坤创建。目前MDPI是世界上出版开放获取学术文章数量最多的出版社。
MDPI的运作方式因為相對傳統期刊具有許多優勢，同時因國際期刊的商業競爭因素，因此引來既得利益者者對其批評。MDPI采用开放获取模式，意味着向MDPI投稿的作者在文章见刊前，需要支付一笔版面费来支持MDPI公司的运作，此后文章即免费面向社会大众公开。相比传统的学术期刊，MDPI旗下的期刊的同行评审速度很快，旗下期刊2022年从投稿到录用所需时长中位数仅37天。這種快速刊登的模式，源自於該期刊社的學術編輯會督促期刊審查人迅速且盡責的審查手上稿件，相較於傳統期刊可能發生半年以上才會將審查意見回覆給投稿人的現象，是MDPI受投稿者歡迎的原因之一。
MDPI认为快速的同行评审有利于学术交流，在快速發展變化的AI時代，更有益於人類文明與全球發展。。MDPI快速的同行评审也受到批评，认为这种评审过于草率。。2014年，科罗拉多大学的图书馆员杰弗里·比尔曾一度将MDPI列入掠夺性出版商之列（不过后来由于法律压力以及未經查證甚至涉及毀謗等因素撤下）。挪威科学出版物名录曾对MDPI旗下期刊的学术严谨性表达过怀疑，中国科学院2021年《国际期刊预警名单（试行）》发布的预警期刊名单中也曾列入MDPI旗下期刊。

## 历史
根据MDPI的自述，MDPI成立于1996年，最初名叫“国际分子多样性保护组织”（Molecular Diversity Preservation International），成立时将自身定位为一个致力化合物样品的收集、交换的组织。同年，MDPI创办了一本名为“分子”（Molecules）的期刊。此后一段时间，MDPI也曾进行过举办线上学术会议等业务，不过后来MDPI逐步把重心放到了开放获取期刊的出版上，公司也改为现名“多学科数字出版机构”。2008年，MDPI进入中国，在北京开办了办事处。
2016年至2020年间，MDPI旗下各期刊发表的学术论文数量显著增长，2017-2019年三年甚至增长率超过50%。根据2022年的统计，26本每年发表超过3500篇文章的超级开放获取期刊中，11本都是MDPI出版的，占总数42%。

## 争议
2014年，科罗拉多大学的图书馆员杰弗里·比尔一度MDPI将列入掠夺性出版商之列。不过后来杰弗里因为未經嚴格查證、涉及毀謗以及法律压力等原因将MDPI从他发布的掠夺性出版商名单上撤下。但此后他依然以非學術研究者的身分不断批评MDPI。
中国科学院2021年《国际期刊预警名单（试行）》发布的预警期刊名单中也曾列入MDPI旗下期刊。此外，北欧的芬兰、丹麦与挪威的科技主管部门也曾經对MDPI的部分刊物持保留态度，认为MDPI旗下部分期刊学术严谨度不足。MDPI旗下的所有期刊曾于2023年被不具公信力的私人架設网站“掠夺期刊报告”列为掠夺性期刊。然而，此事本身也争议巨大。一些评论者就认为“掠夺期刊报告”这一网站缺乏公信力、不負責、欠缺统一、透明的评价标准。
2023年3月20日，科睿唯安运营的科学引文索引（SCI）在最新一次年度更新中将2本MDPI旗下的期刊除名。這種知名具影響力期刊或略奪性期刊的除名、上榜的現象，是國術性學術期刊常見的商業競爭下的例行工作，但這類資訊卻很容易被有心人所利用；例如打擊同儕研究成果或是打壓同儕學術地位，甚至用來影響教授昇等以及學術研究職務的聘任等。
此外，MDPI旗下的部分期刊发的“特刊”的模式来吸引科學研究成果的文章儘速發表投稿，引发一些批评。

### 学术伦理争议
敵視MDPI期刊者常提出的事件是，2011年，MDPI旗下的《Life》杂志发表了一篇饱受争议的文章。这篇文章提出了一种理论，认为一种名为“环流”（gyre）的几何实体是构成所有有生命和无生命物体的基础。这篇文章的理论被主流学界认为是违反科学常识的伪科学。不久后，任职于《Life》编委会的科罗拉多大学地球化学学者斯蒂芬·莫契斯（Stephen Mojzsis）辞职以示抗议。同样在2011年，MDPI旗下的另外一本杂志发表的一篇研究称，澳大利亚的含糖软饮料消费量下降10%之后，肥胖率反而上升了。一些饮料厂商的游说者使用这篇文章来支持他们的观点，但这篇文章的研究方法却被发现存在重大问题。2016年，又有一篇MDPI旗下的杂志发表了一篇综述文章。这篇文章称观看色情片会导致勃起功能障碍，文章见刊后即引发很大争论。独立机构出版道德委员会（COPE）经过独立审查后给出建议撤稿的建议，但MDPI經過審查之後考量學術研究的獨立性與自由性没有接纳这一建议。
2021年，MDPI旗下杂志《疫苗》（Vaccines）发表文章称新冠肺炎疫苗接种并无益处，引发大量批评。文章的研究方法被指存在严重问题，具有数据误用的问题。曾在该期刊任学术编辑的牛津大学免疫学者凯蒂·埃维尔表示期刊发表这篇文章是非常不负责任的行为，并辞职抗议。不久之后该期刊的另外四名编委会成员也宣布辞职。《疫苗》杂志最后撤下该文章，但始终未解释这篇文章的同行评审细节。